# Icing

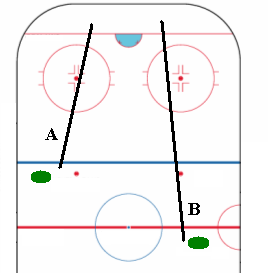
Voorbeeld "A" is geen icing; Voorbeeld "B" is wel icing.

Icing is een regel die gebruikt wordt in het ijshockey. Deze regel geldt als een speler de puck van voor de middellijn achter de doellijn van de tegenpartij schiet. Het spel wordt dan stilgelegd, met een face-off in het verdedigende vak van de overtreder tot gevolg. Ook mag de overtreder niet wisselen.
Er zijn meerdere vormen van icing, de automatische variant (ook wel no-touch), de touch-variant en hybrid-icing. De automatische wordt steeds minder gebruikt. De meeste professionele competities gebruiken de touch-variant of de modernere hybrid-variant. Als de puck de doellijn heeft gepasseerd, wordt er direct gefloten bij automatische icing.
De hybrid-versie wordt gebruikt in de NHL. Het spel wordt dan pas stilgelegd als een speler van de tegenpartij de puck aanraakt. Hierdoor kan een snel schaatsende medespeler icing opheffen. Tegenwoordig gebruikt men in plaats van touch-icing de veiligere hybrid-icing. Hierbij wordt icing gefloten als de speler van de tegenpartij eerder ter hoogte van de face-off stip komt, of tegelijk, met de speler van de partij die icing schoot. Komt laatstgenoemd team eerder aan bij de stip dan laat de lijnrechter doorspelen. Als de puck via de boarding het veld aan de zijkant ingaat moet de lijnrechter oordelen wie er eerder aanwezig gaat zijn. In alle gevallen geldt de vuistregel dat bij twijfel gefloten dient te worden. Deze variant op de vertraagde icing-regel is om gevaarlijke duels in de hoek te voorkomen. Icing is tevens ook van toepassing als een ploeg met extra veldspeler speelt. Hierdoor kan niet lukraak geschoten worden op een leeg doel vanaf eigen helft.
Zodra een situatie zich voordoet waarin een mogelijkheid op icing bestaat steekt de lijnrechter een hand recht omhoog. Als icing opgeheven wordt maakt strekt de lijnrechter beide armen zijwaarts.
Er zijn een aantal mogelijkheden waardoor icing wordt opgegeven:
- Als het team short-handed is, de tegenpartij heeft dan een powerplay.
- Als een veldspeler van het andere team de puck al kon aanraken, maar hij liet de puck met opzet gaan om icing te krijgen.
- Als de doelman de puck speelt of uit de goal crease komt (het blauwe vak) en een poging onderneemt om de puck te spelen of richting de puck schaatst.
- Als de icing direct uit een face-off ontstaat. In de praktijk komt dit zelden voor.
- Als de puck het doel in gaat. In dat geval is dit uiteraard een doelpunt voor de schietende partij.

De icingregel komt het aanvallende team tegemoet, want het verdedigende team kan anders elke keer de puck wegslaan, zodat de aanval weer een tijdje is afgewend. Ook wordt nu voorkomen dat teams de puck wegslaan, om dan van lijn te wisselen. In de NHL werd veel misbruik gemaakt van de icingregel om van lijn te wisselen of het verdedigende team gewoon wat tijd te geven om op adem te komen en zich opnieuw te positioneren. Dit is waarom de NHL de vertraagde icingregel gebruikt. Ook voor het publiek was dit niet bepaald een spektakel. De regel ontstond in 1937, sindsdien is deze vaak aangepast. Sinds 2013 gebruikt de NHL de hybrid-variant na een ernstig ongeluk met de Fin Joni Pitkänen in een duel. De IIHF begon een ruim jaar later met deze regel. 